# Camponotus balzani
Camponotus balzani es una especie de hormiga del género Camponotus, tribu Camponotini. Fue descrita científicamente por Emery en 1894.
Se distribuye por Bolivia, Brasil, Ecuador, Guayana Francesa, Paraguay y Venezuela. Se ha encontrado a elevaciones de hasta 552 metros. Vive en microhábitats como troncos muertos y la hojarasca.